# Slovenija na Svetovnem prvenstvu v nogometu 2002
Svetovno prvenstvo v nogometu 2002 v Južni Koreji in na Japonskem je bilo prvo svetovno prvenstvo, na katerega se je uvrstila slovenska nogometna reprezentanca. Udeležba slovenske nogometne reprezentance na evropskem prvenstvu je bila za svetovno nogometno javnost presenečenje. Uvrstitev slovenske ekipe med dvaintrideset reprezentanc, ki so se pomerile na svetovnem prvenstvu, pa je bil resnično velik uspeh, saj med njimi prav tako ni bilo moštev, nogometno dosti močnejših držav od Slovenije. Tako so eni od reprezentanc udeleženk na začetku tekme zaigrali Prešernovo Zdravljico.
Dosežki slovenske reprezentance so bistveno povečali zanimanje za nogomet v Sloveniji in pomenijo premik v zavesti športnih navdušencev. Tako imenovana nogometna pravljica je tudi v naših mestih spodbudila prizore množičnega navdušenja. Od tod uveljavljeno geslo »Slovenija gre naprej!«, ki je refren skladbe, ki so jo ob tej priložnosti izvajali Pero Lovšin, Zoran Predin in Vlado Kreslin.

## Glavni del prvenstva
Slovenija svojega uspeha iz kvalifikacij na svetovnem prvenstvu ni ponovila. Po uvodnem porazu proti Španiji (1:3), sta sledila še dva poraza proti Južni Afriki (0:1) in Paragvaju (1:3). Edina gola za Slovenijo sta dosegla Sebastjan Cimirotič in Milenko Ačimovič. Tako je Slovenija končala svoj prvi nastop na svetovnem prvenstvu brez dosežene točke in v prvem krogu izpadla. Slovenski nastop na nogometnem prvenstvu ni bil tragičen zaradi doseženih rezultatov, ampak zaradi prepira med selektorjem Katancem in Zahovičem glede vodenja ekipe, zaradi česar je moral slednji predčasno domov. Posledica neprijetnih dogodkov iz Južne Koreje je bil odstop Srečka Katanca z mesta selektorja.
Ob svetovnem prvenstvu v nogometu v Koreji in na Japonskem je Republika Slovenija izdala v letu 2002 tri priložnostne kovance: zlatnik, srebrnik in tečajni kovanec. Izdani so bili v počastitev uspeha državne nogometne reprezentance ter so priznanje ekipi, trenerju in Nogometni zvezi Slovenije. Prav tako pa so izraz širše pripadnosti športu in športnim tekmovanjem, pri katerih sodeluje čedalje več naših športnikov, rekreativcev in športnih delavcev.  Motiv na kovancu se navezuje na zgodovinsko dejstvo, da je nogometna igra na Kitajskem že v prvih letih našega štetja veljala za simbol "mladega sonca". Na kovancih sta upodobljena sonce z žarki na obzorju in človeška figura, ki prikazuje nogometaša, tik preden udari žogo. Sonce z žarki simbolno zemljepisno opredeljuje kraj prvenstva, pet žarkov pa predstavlja pet celin. Žoga - človek - sonce so trije elementi, ki tvorijo prostorsko predstavo.

## Lestvica
| Ekipa        | tekme | zmaga | remi | poraz | gol razlika | točke |
| ------------ | ----- | ----- | ---- | ----- | ----------- | ----- |
| Španija      | 3     | 3     | 0    | 0     | +5          | 9     |
| Paragvaj     | 3     | 1     | 1    | 1     | 0           | 4     |
| Južna Afrika | 3     | 1     | 1    | 1     | 0           | 4     |
| Slovenija    | 3     | 0     | 0    | 3     | -5          | 0     |

## Tekme
| 2. junij 2002 20:30 | Španija                            | 3 – 1 | Slovenija    | Stadion: Gwangju World Cup Stadium, Gwangju Gledalcev: 28,598 Sodnik: Mohamed Guezzaz (Maroko) |
| 2. junij 2002 20:30 | Raúl 44 Valerón 74 Hierro 87 (11m) |       | Cimirotič 82 | Stadion: Gwangju World Cup Stadium, Gwangju Gledalcev: 28,598 Sodnik: Mohamed Guezzaz (Maroko) |

| 8. junij 2002 15:30 | Južna Afrika | 1 – 0 | Slovenija | Stadion: Daegu World Cup Stadium, Daegu Gledalcev: 47,226 Sodnik: Ángel Sánchez (Argentina) |
| 8. junij 2002 15:30 | Nomvethe 4   |       |           | Stadion: Daegu World Cup Stadium, Daegu Gledalcev: 47,226 Sodnik: Ángel Sánchez (Argentina) |

| 12. junij 2002 20:30 | Slovenija     | 1 – 3 | Paragvaj                | Stadion: Jeju World Cup Stadium, Seogwipo Gledalcev: 30,176 Sodnik: Felipe Ramos (Mehika) |
| 12. junij 2002 20:30 | Ačimovič 45+1 |       | Cuevas 65 84' Campos 73 | Stadion: Jeju World Cup Stadium, Seogwipo Gledalcev: 30,176 Sodnik: Felipe Ramos (Mehika) |

## Reprezentantje Slovenije na prvenstvu
Prva postava Slovenije na SP 2002:
| Št. | Položaj | Igralec          | Datum rojstva (starost) | Nastopi | Klub                |
| --- | ------- | ---------------- | ----------------------- | ------- | ------------------- |
| 1   | GK      | Marko Simeunovič | 6. december 1967        | 43      | Maribor             |
| 3   | DF      | Željko Milinovič | 12. oktober 1969        | 35      | JEF United Ichihara |
| 5   | DF      | Marinko Galič    | 22. april 1970          | 65      | Koper               |
| 6   | DF      | Aleksander Knavs | 5. december 1975        | 38      | Kaiserslautern      |
| 7   | MF      | Džoni Novak      | 4. september 1969       | 68      | Unterhaching        |
| 8   | MF      | Aleš Čeh (c)     | 7. april 1968           | 71      | Grazer              |
| 9   | FW      | Milan Osterc     | 4. julij 1975           | 41      | Hapoel Tel Aviv     |
| 10  | MF      | Zlatko Zahovič   | 1. februar 1971         | 64      | Benfica             |
| 11  | MF      | Miran Pavlin     | 8. oktober 1971         | 45      | Porto               |
| 13  | FW      | Mladen Rudonja   | 26. julij 1971          | 58      | Portsmouth          |
| 19  | MF      | Amir Karič       | 31. december 1973       | 43      | Maribor             |

Rezervna klop
| Št. | Položaj | Igralec             | Datum rojstva (starost) | Nastopi | Klub                    |
| --- | ------- | ------------------- | ----------------------- | ------- | ----------------------- |
| 4   | DF      | Muamer Vugdalič     | 25. avgust 1977         | 13      | Maribor                 |
| 2   | DF      | Goran Sankovič      | 18. junij 1979          | 5       | Slavia Prague           |
| 12  | GK      | Mladen Dabanovič    | 13. september 1971      | 20      | Lokeren Oost-Vlaanderen |
| 14  | MF      | Saša Gajser         | 11. februar 1974        | 20      | Gent                    |
| 15  | MF      | Rajko Tavčar        | 21. julij 1974          | 6       | Nuremberg               |
| 16  | FW      | Senad Tiganj        | 28. avgust 1975         | 3       | Olimpija                |
| 17  | MF      | Zoran Pavlovič      | 27. junij 1976          | 21      | Austria Wien            |
| 18  | MF      | Milenko Ačimovič    | 15. februar 1977        | 39      | Tottenham Hotspur       |
| 20  | MF      | Nastja Čeh          | 26. januar 1978         | 6       | Club Brugge             |
| 21  | FW      | Sebastjan Cimirotič | 14. september 1974      | 12      | Lecce                   |
| 22  | GK      | Dejan Nemec         | 1. marec 1977           | 1       | Club Brugge             |
| 23  | DF      | Spasoje Bulajič     | 24. november 1975       | 15      | Köln                    |

## Končna statistika Slovenije na prvenstvu
| Pos | Država    | GF:GA | % GF | 11m | P | SOG | SW | FKG | OFS | CK | W | D | L |
| --- | --------- | ----- | ---- | --- | - | --- | -- | --- | --- | -- | - | - | - |
| 25. | Hrvaška   | 2:3   | 0.7  | 0   | 3 | 16  | 12 | 0   | 11  | 23 | 1 | 0 | 2 |
| 26. | Ekvador   | 2:4   | 0.7  | 0   | 3 | 13  | 12 | 0   | 6   | 15 | 1 | 0 | 2 |
| 27. | Slovenija | 2:7   | 0.7  | 0   | 3 | 17  | 16 | 0   | 3   | 12 | 0 | 0 | 3 |
| 28. | Nigerija  | 1:3   | 0.3  | 0   | 3 | 11  | 20 | 0   | 7   | 11 | 0 | 1 | 2 |
| 30. | Francija  | 0:3   | 0.0  | 0   | 3 | 26  | 16 | 0   | 9   | 24 | 0 | 1 | 2 |

Pos – uvrstitev države na SP med 32 reprezentancami; Država – država; GF:GA – dani in prejeti zadetki; % GF – povprečje danih zadetkov; 11m – enajstmetrovka; P - odigrana tekma; SOG – strel proti vratom; FKS – prosti strel; OFS – prepovedan položaj; CK – kot; W – zmaga; D – remi; L - poraz.